# Leucomphalos
Leucomphalos es un género de plantas con flores con seis especies, perteneciente a la familia Fabaceae.

## Especies
- Leucomphalos brachycarpus
- Leucomphalos callicarpus
- Leucomphalos capparideus
- Leucomphalos discolor
- Leucomphalos libericus
- Leucomphalos mildbraedii